# Francisco Fagoaga
Francisco Fagoaga Villaurrutia (Ciudad de México, 7 de febrero de 1788 - ibídem, 20 de julio de 1851) fue un filántropo y político mexicano.

## Biografía

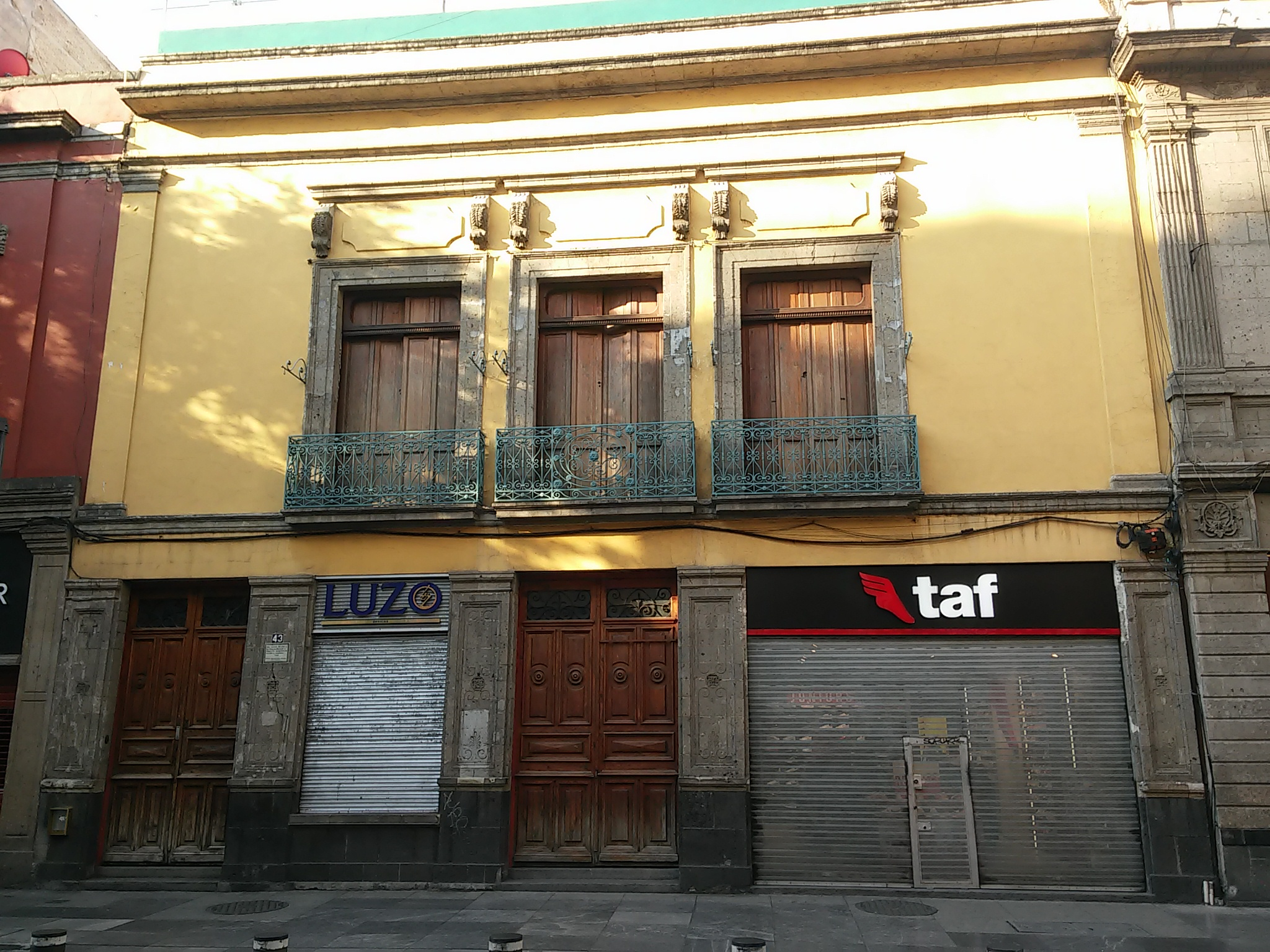
Casa donde vivieron los hermanos José Francisco y Francisco Fagoga en la calle 16 de septiembre 43, Centro Histórico de la Ciudad de México

Sus padres fueron Francisco Fagoaga y Arosqueta, primer marqués del Apartado, y María Magdalena Villaurrutia. Estudió gramática y filosofía en el Colegio de San Ildefonso. Viajó a Europa para continuar sus estudios en Inglaterra, Prusia, Holanda, Italia, Suiza y España.
En 1820, durante el trienio liberal, fue elegido diputado suplente a las Cortes de Madrid, poco después diputado propietario por la provincia de México. Se unió a la labor de Miguel Ramos Arizpe para defender la "cuestión americana" que demandaba mayor representación, libre comercio y abolición de monopolios. En 1823, las Cortes fueron disueltas y en España inició la Década Ominosa, ante esta situación, decidió regresar a su tierra natal, en donde ya que se había consolidado la Independencia de México.
Trabajó en el Ayuntamiento de la Ciudad de México, fue elegido alcalde el 18 de febrero de 1831. En 1832, fue nombrado ministro de Relaciones, sin embargo tuvo que abandonar el puesto tras el derrocamiento del régimen de Anastasio Bustamante y la firma de los convenios de Zavaleta. En 1833, al promulgarse la Ley del Caso se vio forzado a abandonar el país, y viajó a Europa. En 1841, debido a una crisis económica personal, vendió su biblioteca personal y una colección de pinturas que había sido formada con la ayuda del pintor de cámara José Madrazo. 
Fue el encargado de hacer cumplir las disposiciones testamentarias de su hermano José Francisco, quien fuera heredero del título de su padre. Por tal motivo, reedificó varios edificios: los conventos de Capuchinas y Corpus-Christi, los hospitales de San Juan de Dios y San Hipólito, el Hospicio de Pobres y varios establecimientos de beneficencia. Fue miembro de la Junta de Minería y fue senador de tres Legislaturas. Murió el 20 de julio de 1851, a petición de los asilados del Hospicio de Pobres, fue sepultado en la capilla de dicho establecimiento.